# Олександр Дем'яненко (музикант)

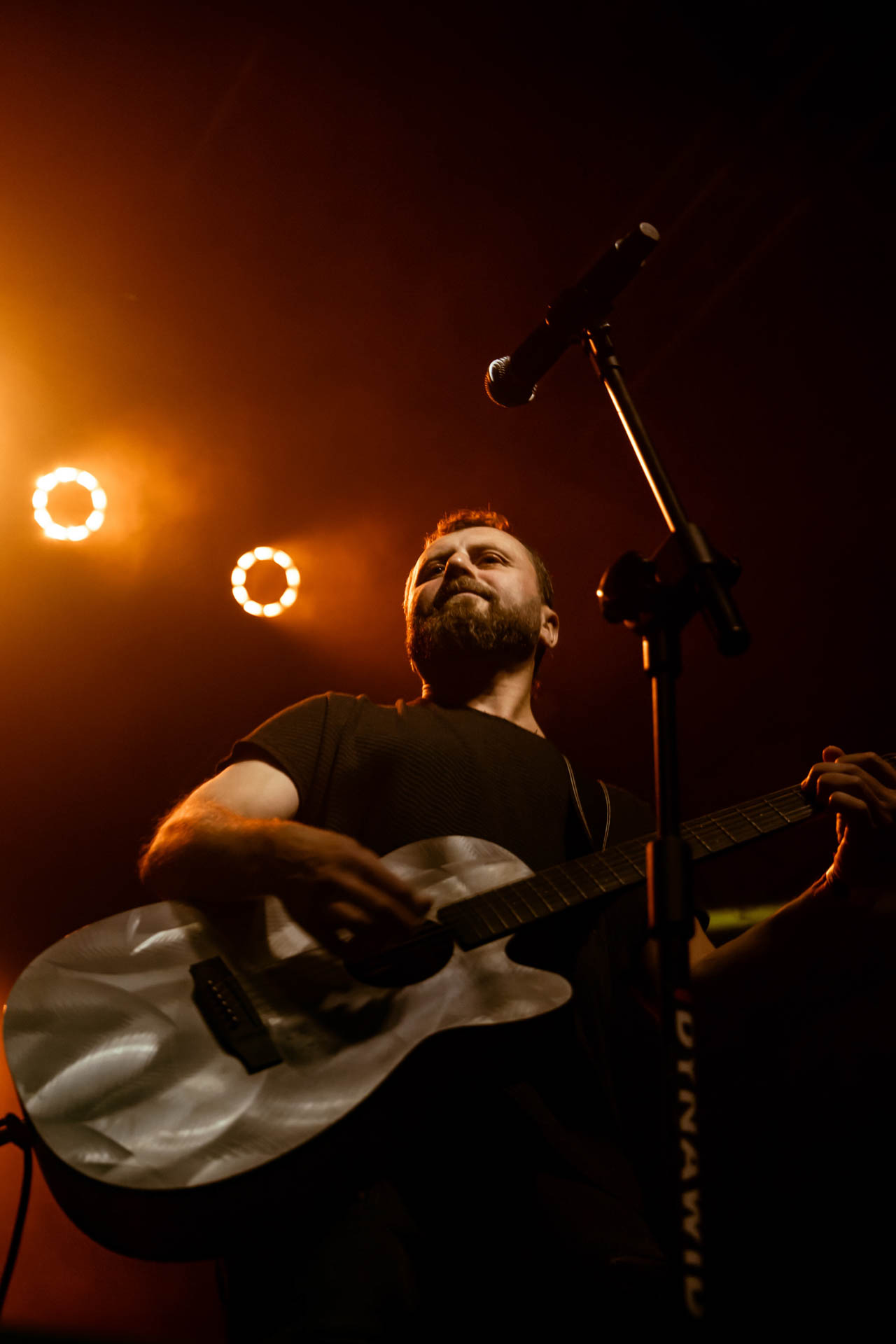
Kozak System 2022 JarmarockFest Poland Gdansk

Олександр Дем'яненко (нар. 20 жовтня 1978) — український музикант, гітарист гурту «Kozak System» (до 2012 року був учасником гурту «Гайдамаки»), майстер гри на домрі та мандоліні.

## Життєпис
Народився 20 жовтня 1978 року на Полтавщині.
Навчався в полтавській музичній школі, в Полтавському музичному училищі ім. М. В. Лисенка, потім закінчив київську консерваторію (Національна музична академія України імені П. І. Чайковського) по класу домри і мандоліни. Під час навчання брав участь у багатьох конкурсах, а на фестивалі народних інструментів у Італії за свою виконавську майстерність отримав гран-прі.